# 이준 (수호전)

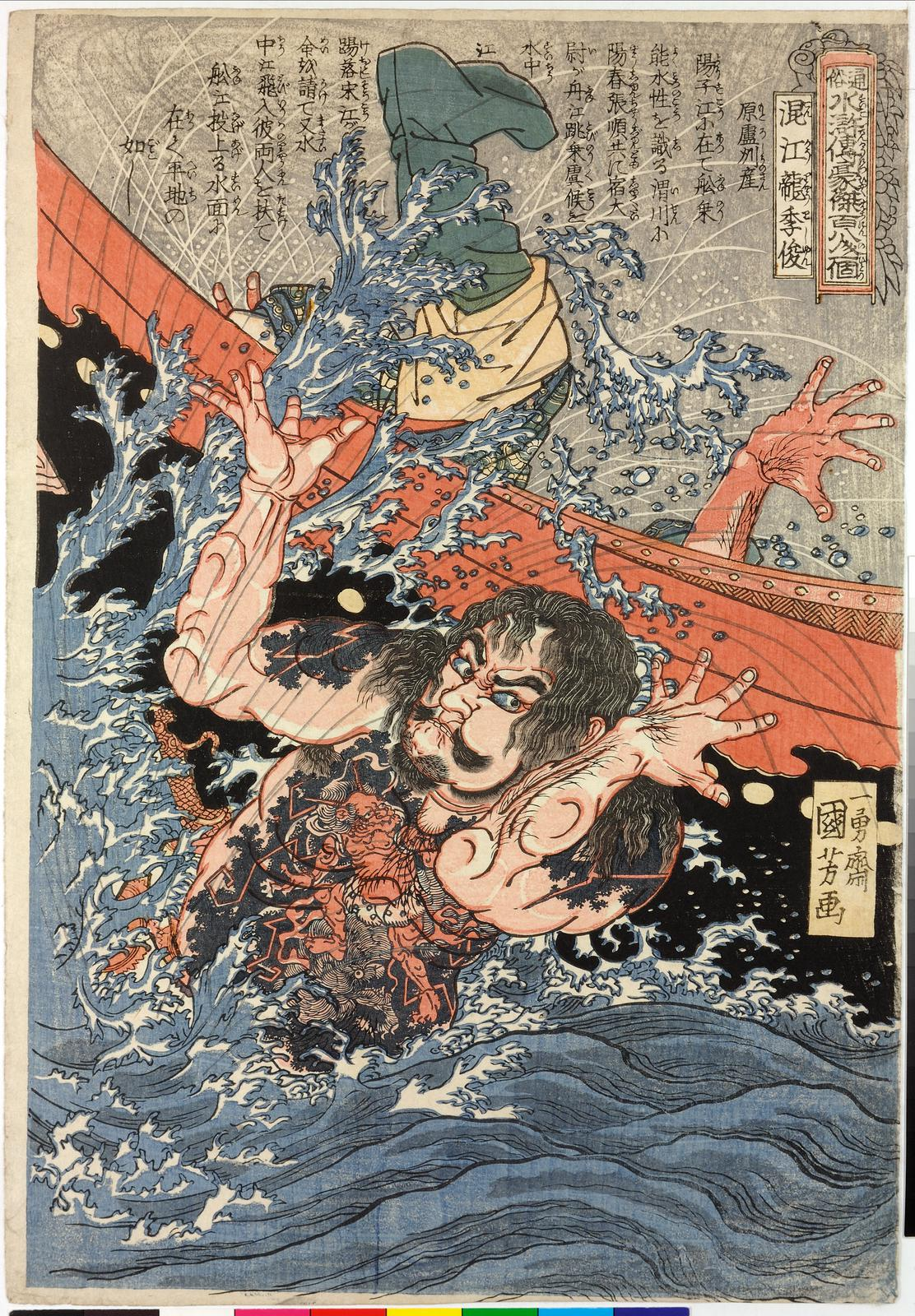

이준(李俊)은 중국의 사대기서(四大奇書) 중 하나인 《수호전》(水滸傳)에 등장하는 인물로, 108성 중 26위이자 천강성(天罡星)의 천수성(天壽星)에 해당한다. '장강을 휘젓는 용'이라는 뜻의 혼강룡(混江龍)이라는 별호로 불린다. 장신으로 훌륭한 풍채의 사나이. 부하로 동위, 동맹, 이립이 있으며 장횡과 장순형제, 목홍과 목춘형제와는 게양진에서 세력권을 접하고 있었고 형제로 지냈다. 상봉이라는 명검을 소지하고 있다. 수영의 달인으로 그 솜씨를 살려 적의 배 밑바닥에 끌을 이용해 구멍을 내고 거기서 침수시켜 적을 괴멸 상태로 끌고 간다. 지혜도 뛰어나고 인망도 두터웠으므로 양산박에 들어간 후에는 양산박 수군의 총수가 된다.

## 생애
태어난 곳은 여주로 강주 게양령으로 흘러들어 동위, 동맹, 이립 등과 함께 그곳을 세력권으로 삼아 뱃사공을 하다가 뒤에서는 관헌의 화석강 비용 염출에 따른 소금값 인상에 반발하여 밀매를 행하였다.
천하에 이름이 난 송강이 의를 위해 죄를 짓고 강주로 떠내려온다는 소식을 듣고 영접하기 위해 그를 기다리고 있었는데, 이립이 그것을 모르고 송강 일행을 몽한약으로 기절시켜놓자 황급히 해독약을 먹이고 정신을 들게한 후에 송강에게 이야기하고 송강을 대접하였다. 며칠 뒤 게양진에서 세력권을 접하는 목홍, 목춘 형제와 장횡에게 죽을 위기에 처한 송강 일행들을 우연히 다시 만나게 되고 송강 일행들을 살린다. 그 후 강주에 있던 송강이 억울한 죄를 뒤집어쓰고 감옥 관리인 대종과 함께 처형된다는 소식을 듣는다. 이준은 목형제, 장형제와 함께 게양진 일대 선원들을 동원해 두 사람을 구출하기 위해 장강을 내려간다. 강주에 이르자 조개를 비롯한 양산박 호걸들이 두 사람을 구출했으며 관군에게 쫓기고 있었기 때문에 지체 없이 전원을 배에 태우고 대피한다. 목홍의 저택에 머물다 두 사람에게 죄를 뒤집어씌운 황문병에게 복수를 가한 뒤 그대로 양산박에 합류했다.
이후에는 완씨 삼형제들과 함께 양산박의 수군을 조직한다. 물자 조달 수송이나 원정군 수송에 진력하여 호연작이 이끄는 관군이 양산박을 공격했을 때는 적장 능진의 화포에 의해 타격을 받더라도 수중에서 야습을 걸어 역습하여 능진을 포박한다. 이어진 전투들에서도 분투했다. 108명이 양산박에 모인 후에는 양산박의 수군 총수로 임명된다.
송나라 조정의 부패에 대한 반감으로 양산박에 들어간 이준이었으나 이후 양산박의 두령인 송강으로 인해 양산박의 방향이 조정 귀순으로 기울어져 간다. 이준과 수군 두령들은 이에 강력히 반발하여 조정에서 온 사자를 면매하고 1차 협상이 결렬되자 수군을 이끌고 관군을 토벌하는데, 여기서도 사로잡은 관군 장군을 마음대로 처분하기도 하였다. 그러나 결국 양산박은 조정으로 귀순. 이준 등도 마지못해 이를 따른다.
이후 양산박은 반란 토벌을 위해 각지를 전전, 이준도 전호전에서는 그 본거지를 수공으로 물리치고 왕경전에서는 도주하는 왕경을 사로잡는 큰 공을 세운다. 그러나 조정은 전혀 그 공에 보답하지 않았고 여전히 간신들이 활개를 치고 있었다. 이준과 수군들의 분노는 폭발해 오용에게 이러다가는 너덜너덜 걸레처럼 버려질 뿐이다. 양산박으로 돌아가 즐겁게 살자며 송강에게 말해주기를 부탁했다. 그러나 오용은 송강의 결의가 확고할 것이므로 무리일 것임을 타일렀고, 송강은 도적으로 되돌아갈 수 없다고 밝혀 계획이 좌절됐다. 이로 인해 이준은 양산박에 절망한 것으로 여겨지지만 이후에도 의리를 따랐다.
방랍과의 전투 때 만난 비보·이운·상청·적성과 의형제를 맺었을 때, 그들이 "방랍과의 전투가 끝나고 공을 세워도 출세할 수 없을 것이다. 어쩌면 목숨까지 빼앗길지도 모른다. 게다가 자유로운 생활도 할 수 없다. 그보다는 스스로 신천지를 찾아 자유롭게 살자"는 제안을 받고 크게 느낀 바가 있던 이준은 방랍과의 전투가 끝난 뒤 수도인 동경개봉부로 가는 길에 아픈 척하며 동위, 동맹과 빠져나온다. 그리고 함께 섬라로 출항해 그곳에서 왕이 됐다고 수호전 본전에 적혀 있다. 이 불과 한두 줄의 글을 부풀려 쓴 것이 《수호후전》이다.